# Gad Rausings pris för framstående humanistisk forskargärning
Gad Rausings Pris för framstående humanistisk forskargärning uddeles årligt af Kungliga Vitterhetsakademien i Sverige.
Prisen skal gå til en framstående nordisk forsker inden for arkæologi, historie, filosofi, filosofiens historie, idé- och lærdomshistorie, kunst-, litteratur- og musikhistorie, religions- og retshistorie, etnologi, almen sprogvidenskab og studiet af sprogfamilier og enkelte sprog. Prisen skal gå til videnskabsmænd, "som har gjort virkeligt fremstående og vedvarende betydningsefulde indsatser inden for disse emneområder, og som har gjort hovedparten af sine indsatser inden for det nordiske forskningssamfund". 
Nordiske akademier og forskningsråd inden for emneområderne kan nominere kandidater.
Prissummen er 1.000.000 svenske kronor (2013).

## Prismodtagere
- 2020 Pirjo Markkola, Tammerfors universitet
- 2019 Lena Liepe, konstvetenskap, Linnéuniversitetet, Sverige.
- 2018 Mogens Trolle Larsen, København, assyriologi og arkæologi[3]
- 2017 Sten Ebbesen
- 2016 Erik A. Nielsen
- 2015 Sverre Bagge, Bergen, historie
- 2014 Minna Skafte Jensen
- 2013 Jan Terje Faarlund[4]
- 2012 Kirsten Blinkenberg Hastrup
- 2011 professor Åke Daun
- 2010 Professor Vésteinn Ólason, Reykjavik, litteratur
- 2009 Professor Eva Österberg
- 2008 Professor vid Finlands akademi Simo Knuuttila, filosofihistorie
- 2007 Fil. dr Mogens Herman Hansen København
- 2006 professor Heikki Räisänen, Helsingfors, religionshistorie
- 2005 Fil. dr Jørgen Jensen, København, dansk historie
- 2004 Professor emeritus Ulf Teleman, Lunds universitet, svensk lingvistik
- 2003 Professor Einar Niemi, Universitetet i Tromsø